# 한국의 유산
한국의 유산은 2010년 1월 1일부터 2013년 10월 19일까지 방송되었던 다큐멘터리 프로그램이다.

## 기획 의도
역사적 기억의 저장고이며, 민족의 현재, 과거, 미래 등과 연결시키는 역할을 하는 다큐멘터리 프로그램이다.